# 埃奇庫姆 (緬因州)
埃奇庫姆（英語：Edgecomb）是一個位於美國緬因州林肯縣的鎮。

## 人口
根據2020年美國人口普查的數據，埃奇庫姆的面積為53.82平方千米，當中陸地面積為46.80平方千米，而水域面積為7.02平方千米。當地共有人口1188人，而人口密度為每平方千米22人。